# アール・カーペンター
アール・カーペンター（Earl Carpenter、1970年5月9日 - ）は、イギリス、イングランド生まれの俳優である。
ミュージカル『レ・ミゼラブル』のジャベール役、『オペラ座の怪人』のファントム役などで知られている。

## 経歴
1970年、イングランド、サウサンプトンに生まれる。
舞台俳優として
ボーンマスのアマチュア劇団などで演技の経験を積んだ。1993年、一人芝居を上演している際に、見に来ていたエージェントから声をかけられて契約した。その6週間後、演劇プロデューサーであるビル・ケンライトの作品のオーディションを受けて合格し、ミュージカル『Robin Prince of Sherwood』や『ヨセフ・アンド・ザ・アメージング・テクニカラー・ドリームコート』に出演した。
1996年には、クロード＝ミシェル・シェーンベルク作曲のミュージカル、『レ・ミゼラブル』のクールフェラック役でウエスト・エンドデビューを果たした。
1997年には、アラン・メンケン作曲のミュージカル、『美女と野獣』のオリジナル・ロンドン・プロダクションに参加し、野獣役やガストン役のスタンバイキャストを務めた後、1999年には、野獣役に選ばれた。
2000年には、ミュージカル『イーストウィックの魔女たち』のオリジナル・ロンドン・プロダクションに参加し、ダリル・ヴァン・ホーン役のアンダースタディや、エド・パースリー役を務めた後、2001年3月には、ダリル・ヴァン・ホーン役に選ばれた。
同年8月～2002年9月には、アンドルー・ロイド・ウェバー作曲のミュージカル、『サンセット大通り』のUKツアーにおいて、ジョー・ギリス役を演じた。また、同年から2003年まで、『美女と野獣』のUKツアーにおいて、再びガストン役を演じた。同年にスコットランドのセント・アンドルーズで上演されたミュージカル、『シークレット・ガーデン』においては、アーチボルト・クレイヴン役を演じた。2004年には、オペレッタ『メリー・ウィドウ』のUKツアーにおいて、ダニロ・ダニロヴィッチ伯爵役を演じた。
ウエスト・エンドのハー・マジェスティ劇場で上演されているアンドルー・ロイド・ウェバー作曲のミュージカル、『オペラ座の怪人』においては、2003年からファントム役のスタンバイキャストを務め、2005年2月にはジョン・オーウェン＝ジョーンズからファントム役を引き継ぎ、2007年9月まで演じた。
2008年には、『ゾロ ザ・ミュージカル』のUKツアーにおいて、アレハンドロ総督役を務めた。
同年6月～2009年には、ウエスト・エンドのクイーンズ劇場（現在のソンドハイム劇場）で、 『レ・ミゼラブル』のジャベール役を演じた。同年12月から2010年10月まで行われた25周年記念新演出UKツアーでも、同役を演じた。10月3日にロンドン、O2アリーナで行われた『レ・ミゼラブル25周年記念コンサート』では、司教役を務めた。
同年10月～2011年には、『ウィ・ウィル・ロック・ユー』のUKツアーにおいては、カショーギ役を演じた。その後、アンドルー・ロイド・ウェバー作曲のミュージカル、『エビータ』のUK&ヨーロッパツアーに参加し、フアン・ペロン役を演じた。
同年10月にロンドン、ロイヤル・アルバート・ホールで行われた『オペラ座の怪人25周年記念公演』では、オークショナー役を務めた。12月～2012年3月には、再びハー・マジェスティ劇場で『オペラ座の怪人』のファントム役を演じた。5月には、クイーンズ劇場で再び『レ・ミゼラブル』のジャベール役を演じた。10月～2013年5月には、『オペラ座の怪人』25周年記念新演出UKツアーでファントム役を演じた。
同年9月～2014年2月には、『レ・ミゼラブル』のトロント公演でジャベール役を演じた。8～10月、2015年5月からは、ニューヨーク、ブロード・ウェイ公演で同役を務めた。翌年1月まで出演予定であったが、首の怪我のため、11月が最後の出演となった。2016年の『レ・ミゼラブル』インターナショナルツアーでは、3～5月のマニラ公演、5～6月のシンガポール公演でジャベール役を演じた。
同年10～12月には、ロンドンのチャリングクロス劇場で、『ラグタイム』の父親役を演じた。
2017年8月には、シンガポールでミュージカル『Forbidden City: Portrait of an Empress 』に出演した。12月には、ボーンマスでミュージカル『スクルージ』をプロデュースし、ジェイコブ・マーレイ役で出演した。
2018年4～5月には、ソールズベリーにおいて、新作ミュージカル『Moonfleet』に出演した。また、同年には、『Paradise Square』や『Murder At The Gates』などの新作ミュージカルのワークショップに参加した。
2019年8～11月には、ウエスト・エンドのギールグッド劇場で上演された『レ・ミゼラブル・ザ・オールスター・ステージ・コンサート』において、バマタボア役、司教役の2役と、ジャベール役のアンダースタディを務めた。
2020年2月には、クロード＝ミシェル・シェーンベルク作曲のミュージカル、『パイレート・クイーン』のチャリティコンサートでドゥブダラ役を務めた。
プロデューサーとして
2008年に、コンサートなどをプロデュースする会社『Ginger Boy Productions』を立ち上げ、プロデューサーとしても活躍している。
2009年からは、『オペラ座の怪人』のファントム役を演じた俳優を中心としたコンサート、『Three Phantoms』を開始し、イギリス国内、北欧、ドバイ、マカオ、シンガポール、上海、北京などで公演を行い、自らも出演した。
また、若いパフォーマーの育成のためのプロジェクトにも取り組んでいる。2019年には、サウサンプトンにあるソレント大学の客員教授に就任した。

## 来日公演
- 2015年　Colm Wilkinson Broadway and Beyond Japan～コルム・ウィルキンソン 日本スペシャルコンサート～ - スペシャルゲスト
  - 4月18～22日：東京・東急シアターオーブ、25～26日：大阪・梅田芸術劇場メインホール
- 2017年　ソング＆ダンス・オブ・ブロードウェイ
  - 10月7～9日：東京・東急シアターオーブ

## CD
キャストアルバム
- 『Beauty and the Beast』Original London Cast（1997年） - 『美女と野獣』オリジナル・ロンドン・キャスト（アンサンブル）
- 『The Witches of Eastwick』Original London Cast（2000年） - 『イーストウィックの魔女たち（英語版）』オリジナル・ロンドン・キャスト（エド・パースリー役）
- 『Sunset Boulevard』UK Tour Cast（2001年） - 『サンセット大通り』UKツアー・キャスト（ジョー・ギリス役）
- Les Miserables Live! The 2010 Cast Album（2010年） - 『レ・ミゼラブル』25周年記念新演出UKツアー（ジャベール役）

コンピレーションアルバム
- Act One: Songs From The Musicals Of Alexander S. Bermange（2011年）

## DVD/ブルーレイ
- レ・ミゼラブル25周年記念コンサート（2010年） - 司教役
- オペラ座の怪人25周年記念公演（2011年） - オークショナー役